# Elzira Tavares
Pour les articles homonymes, voir Tavares.
Elzira de Fátima Borges Tavares Barros (née le 13 mai 1980 à Benguela), est une joueuse angolaise de handball. 

## Carrière
Elle a représenté l'Angola aux Jeux olympiques d'été de 2004 à Athènes, où l'Angola a terminé 9ème. Elle a également participé au Championnat du monde de handball féminin 2009 à Pékin, et au Championnat du monde de handball féminin 2011 au Brésil.
Elle est mariée au joueur de basket-ball angolais Milton Barros.
Elle a terminé sa carrière au club de Primeiro de Agosto.

## Palmarès

### En équipe nationale
Jeux olympiques
- 9e place aux Jeux olympiques 2004

Championnats du monde
- 16e place au Championnat du monde 2005
- 11e place au Championnat du monde 2009
- 8e place au Championnat du monde 2011

Championnats d'Afrique
- Médaille d'or au championnat d'Afrique 2002
- Médaille d'or au championnat d'Afrique 2006
- Médaille d'or au championnat d'Afrique 2008
- Médaille d'or au championnat d'Afrique 2010
- Médaille d'or aux Jeux africains 2011
- Médaille d'or au championnat d'Afrique 2012